# 반제민족민주전선

반제민족민주전선의 로고

반제민족민주전선(反帝民族民主戰線, 약칭 반제민전(反帝民戰))은 조선민주주의인민공화국을 지원, 지지하는 대한민국의 지하 조직이다. 공산주의, 주체사상, 선군정치를 지도 이념으로 하며 대한민국에 주둔하고 있는 주한 미군과 주한 미군 기지 철수, 조선민주주의인민공화국 주도의 한반도 통일을 목표로 한다. 현재는 존재 여부를 정확히 알지 못한다.

## 개요
반제민전의 공식 홈페이지에 따르면 반제민전은 1964년 3월 15일에 비밀리에 결성된 통일혁명당 준비위원회(統一革命黨 準備委員會)가 전신이라고 한다. 1969년 8월 25일에 통일혁명당(統一革命黨, 약칭 통혁당(統革黨))이 설립되었고 1985년 7월 27일에 한국민족민주전선(韓國民族民主戰線, 약칭 한민전(韓民戰))으로 이름을 바꿨다. 2005년 3월 23일에 지금과 같은 이름으로 바뀌었다.
1968년 8월 24일 대한민국 중앙정보부가 김종혁이 결성한 통일혁명당 준비위원회 관련자들을 검거한 통일혁명당 사건으로 인해 통일혁명당은 소멸되었다. 이후에 설립된 조직인 한국민족민주전선에 대해서는 실체가 확인되지 않고 있다.
반제민전은 대한민국의 서울특별시에 본부를 두고 있다고 주장하며 조선민주주의인민공화국의 평양직할시, 일본 도쿄도에 지부를 두고 있다고 주장한다.
대한민국에서는 《국가보안법》에 따라 반국가 단체, 이적단체로 분류되어 있으며 반제민전의 공식 홈페이지 또한 대한민국에서 접속이 차단되어 있다. 따라서 평양지부가 사실상의 본부 역할을 한다.
반제민전 편집국은 공식 홈페이지를 통해 각종 논평, 칼럼 등을 발표한다. 대한민국의 시사 문제에 관한 뉴스도 발신하고 있지만 이러한 활동에 대해서는 실체가 확인되지 않고 있다. 공식 홈페이지에서는 평양에서 보도한 뉴스를 발신하고 있지만 조선중앙통신, 《로동신문》을 인용한 기사에 불과하다.
반제민전의 라디오 방송으로는 1967년 3월 평안남도 순안군에 남조선해방민주민족연맹방송을 시작하였으며, 이후 1970년 3월에는 통일혁명당의 목소리방송, 1985년 8월에는 구국의 소리 방송, 2005년에는 반제민전 방송으로 명칭을 바꾸었다.